# Birkenkapelle

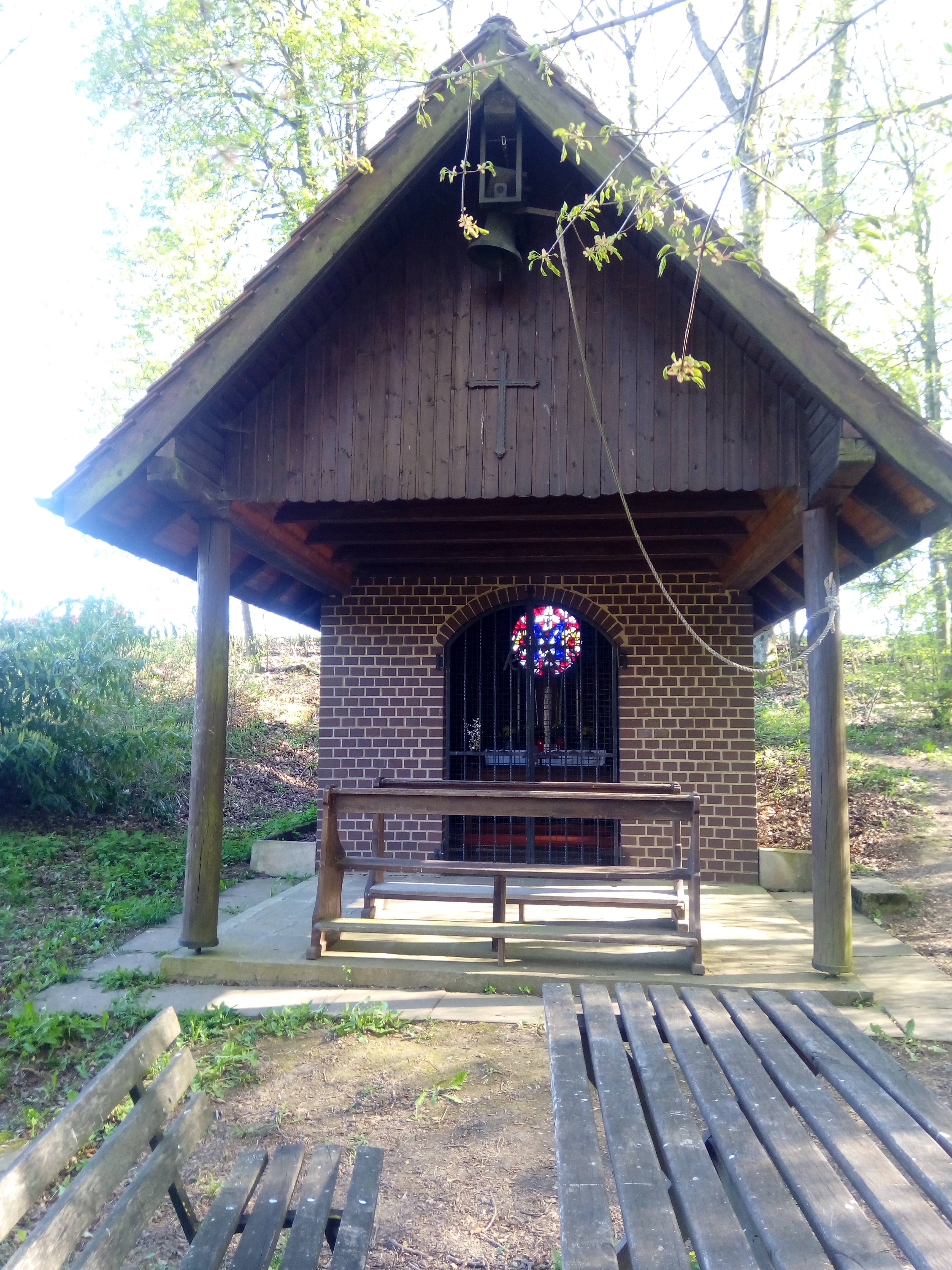
Birkenkapelle bei Külsheim-Hundheim

Die römisch-katholische Birkenkapelle, auch Kapelle in der Birke, Waldkapelle in den Hundheimer Birken und Kapelle Zur Schmerzhaften Mutter Gottes genannt, befindet sich in einer Senke zwischen den Külsheimer Stadtteilen Hundheim und Steinbach am Rand des Waldgebiets Schönert. Die sogenannte Birkenkapelle liegt in der Gemarkung von Hundheim im Main-Tauber-Kreis in Baden-Württemberg. Zu der Kapelle führt ein Kreuzweg durch den Wald, der 14 Stationen umfasst. Die Kapelle liegt im Gebiet der Seelsorgeeinheit Külsheim-Bronnbach, die dem Dekanat Tauberbischofsheim des Erzbistums Freiburg zugeordnet ist. Die Birkenkapelle ist ein Kulturdenkmal der Stadt Külsheim.

## Geschichte
Im Winter 1934–1935 begannen Hundheimer Einwohner nach der Molkenbrunnen-Quelle zu graben, um an diesem Ort eine Grotte mit einem Marienheiligtum als Wallfahrtsort zu schaffen nach dem Vorbild des Wallfahrtsortes Lourdes in Südfrankreich, wo sich ebenfalls eine Quelle unter der Grotte befindet. Zudem war für 1935 ein „Marianisches Jahr“ angesetzt. Der Beschluss, anstatt einer Grotte eine Kapelle über der Quelle zu bauen, fiel im Februar 1935. Auf Vorschlag von Einheimischen sollte die Kapelle „zur Mutter Gottes von den Tränen“ geweiht werden. Deshalb steht in der Kapelle noch heute die Marienstatue der Firma Nimes und Schneider aus Walldürn in Anlehnung an „eine Mutter in Tränen“. Die Mittel für den Bau wurden ausschließlich von privaten Spendern aufgebracht. Bei der Einweihung war das Bauwerk schuldenfrei. Im Juli 1935 machten sich die Nationalsozialisten daran, das kirchliche Leben in Deutschland  zu erschweren. So mussten die Erbauer um die Vollendung der Kapelle bangen. Eigentlich sollte die Kapellenweihe am 8. September, dem Fest Mariä Geburt, stattfinden, jedoch aufgrund der aufkommenden Ängste wurde sie auf den 15. August (Mariä Himmelfahrt) vorverlegt. Die gesetzlichen Vorgaben des Dritten Reichs verhinderten fast eine Prozession zur Einweihung der Kapelle, da alle Prozessionen, die nicht althergebracht waren, verboten wurden. Aufgrund der drohenden Absage erhöhten die Einwohner den Druck auf den örtlichen Stützpunktleiter des NS-Regimes, bis dieser Pfarrer Hodecker persönlich darum bat, die Prozession stattfinden zu lassen. Denn nur so beruhigte sich die Lage und der öffentliche Druck auf den Stützpunktleiter sank. So erfolgte die Kapellenweihe mitsamt Prozession schließlich am 8. September 1935 nach Überwindung einiger organisatorischer Hürden. Die Kapellenweihe umfasste einen großen Festgottesdienst in der Hundheimer Kirche St. Margareta, und bei der feierlichen Prozession wurde die Marienstatue von vier Priestern getragen. Bereits im Voraus gab es mehrere Komplikationen mit Behörden, so mit dem Erzbischöflichen Ordinariat Köln, das ein Verbot der neuartigen Andacht „zur Mutter von den Tränen“ aussprach. Das war für die Kapelle ungünstig, da der Titel der Weihe, der neuen Statue und der Kapelle „Zur Mutter von den Tränen“ war. Jedoch konnte man das Verbot umgehen, indem der offizielle Titel „zur schmerzhaften Mutter Gottes“ blieb. Der Kreuzweg zur Birkenkapelle wurde in den 1960er Jahren auf Initiative des damaligen Pfarrers Kurt Hamminger errichtet. In den 1970er Jahren wurde die Kapelle renovierungsbedürftig. Die Quelle unter der Kapelle bewirkte, dass der Boden aufbrach. Wie schon beim Bau der Kapelle konnte auch die Renovierung mit Mitteln der Bürger finanziert werden. Darüber hinaus stellte die Stadt Külsheim kostenlos die erforderlichen Baugeräte zur Verfügung. Die Kapelle wurde etwas nach rechts transloziert, sodass die Quelle keinen Schaden mehr anrichten konnte.